# Línia evolutiva de Dratini
Aquesta línia evolutiva de Pokémon inclou Dratini, Dragonair i Dragonite.

## Dratini
Dratini és una de les espècies que apareixen a la franquícia Pokémon. És de tipus drac. Evoluciona a Dragonair.
L'espècie de nematode Hedruris dratini fou anomenada en referència a aquest Pokémon.

## Dragonair
Dragonair és una de les espècies que apareixen a la franquícia Pokémon. És de tipus drac. Evoluciona de Dratini i evoluciona a Dragonite.

## Dragonite
Dragonite és una de les espècies que apareixen a la franquícia Pokémon. És de tipus drac. Evoluciona de Dragonair.
En un article d'El Periódico de Catalunya, el periodista Miguel Alcántara cità Dragonite entre els Pokémon que popularitzaren els videojocs de combat entre els amants dels dracs.